# Dekanat Ulanów
Dekanat Ulanów – jeden z 25 dekanatów w rzymskokatolickiej diecezji sandomierskiej.

## Parafie
W skład dekanatu wchodzi 7 parafii:
- parafia św. Wojciecha – Bieliny
- parafia św. Onufrego i Niepokalanego Serca NMP – Dąbrówka
- parafia MB Królowej Polski – Domostawa
- parafia MB Bolesnej – Jarocin
- parafia św. Marii Magdaleny – Kurzyna Średnia
- parafia św. Jana Chrzciciela i św. Barbary – Ulanów
- parafia MB Śnieżnej – Zarzecze

## Sąsiednie dekanaty
Biłgoraj – Południe (diec. zamojsko-lubaczowska), Janów Lubelski, Modliborzyce, Nisko, Rudnik nad Sanem, Stalowa Wola – Południe, Stalowa Wola – Północ.